# 羅建祥
羅建祥（？—？），中國清朝官員，本籍中國廣東。 1885年（光緒11年），羅建祥接替李時英，於福建台灣省擔任台灣府嘉義縣知縣，掌管福建台灣省境內曾文溪以北，北港溪以南一帶之政事。
於文獻中，羅建祥為恤民清官，曾為了求雨，親自建醮祈天。不過因為捲入政爭，他於1888年遭革職查辦。
| 前任： 李時英 | 嘉義縣知縣 1885年上任 | 繼任： 包容 |